# Đường cung mỹ nhân thiên hạ
Đường cung mỹ nhân thiên hạ (tiếng Hoa: 唐宫美人天下, bính âm: Tang Gong Mei Ren Tian Xia; tiếng Anh: Beauty World), là một bộ phim truyền hình cổ trang, dã sử và tình cảm Trung Quốc của đạo diễn Lý Tuệ Châu, biên kịch bởi Vu Chính. Phim được phát sóng ở Trung Quốc trên kênh Quảng Châu TV vào ngày 21 tháng 10 năm 2011. Đây là một trong 3 tác phẩm thuộc series về mỹ nhân của Vu Chính, bên cạnh Mỹ nhân tâm kế (美人心计) và Mỹ nhân vô lệ (美人无泪).

## Phát sóng
| Quốc gia   | Kênh phát sóng                   | Ngày khởi chiếu       | Giờ phát sóng                      |
| ---------- | -------------------------------- | --------------------- | ---------------------------------- |
| Trung Quốc | Truyền hình Quảng Châu           | 21/11/2011            | 19:15 (hàng ngày)                  |
| Trung Quốc | Shandong Film & TV Media Channel | 23/10/2011            | 18:48 (hàng ngày)                  |
| Trung Quốc | Huizhou TV Channel 2             | 2/11/2011             |                                    |
| Trung Quốc | Jiangsu Satellite TV             | 24/11/2011            | 19:30 (hàng ngày)                  |
| Trung Quốc | Shenzhen Satellite TV            | 24/11/2011            | 19:30 (hàng ngày)                  |
| Trung Quốc | Anhui Satellite TV               | 24/11/2011            | 19:31 (hàng ngày)                  |
| Trung Quốc | Yunnan Satellite TV              | 24/11/2011            | 19:34 (hàng ngày)                  |
| Singapore  | mio TV                           | 31/12/2011 10/3/2012  | 16:15 (thứ Bảy) 19:45 (thứ Bảy)    |
| Hồng Kông  | Giải trí i-CABLE                 | 12/3/2012             | 22:30 (hàng ngày)                  |
| Thái Lan   | MONO29                           | 13/3/2015 – 21/5/2015 | 19:00 - 20:00 (thứ Ba - thứ Sáu)   |
| Việt Nam   | Đài Truyền hình Việt Nam         | 4/4/2012              | 19:00 (thứ Bảy, Chủ nhật, thứ Hai) |

## Nội dung
Thời Đường Cao Tông Lý Trị, Võ Mỵ Nương - phi tần được sủng ái nhất lần lượt sinh Hoàng tử Lý Hoằng và An Định Công chúa. Vương Hoàng hậu không sinh được con nên Lý Trị muốn phế để lập Mỵ Nương lên thay, nhưng bị Trưởng Tôn Vô Kỵ ngăn cản. Ngày nọ, Hoàng hậu đến thăm Tiểu Công chúa thì đứa bé đã ngừng thở. Tin Hoàng hậu ra tay nên Lý Trị giam lỏng bà, lập Mỵ Nương làm Kế hậu.
Hạ Lan Tâm Nhi - em gái nuôi của Vương Hoàng hậu nghe tin, bèn huỷ hôn với Bùi Thiếu Khanh, xin làm cung nữ để tìm cơ hội cứu bà. Vô tình, cô gặp lại Thiếu Khanh - vốn là thị vệ trong cung và Minh Sùng Nghiễm - ý trung nhân của Vương Hoàng hậu trước khi gả cho Lý Trị. Cả ba bắt tay điều tra cái chết của Tiểu Công chúa.
Trong suốt bộ phim, các nhân vật bị ép lựa chọn hi sinh một phần để thành toàn cho một phần khác, như cá và gấu không thể cùng nhau tồn tại. Họ bị cuốn vào các trận đấu ly kỳ trong cung, và rồi những câu chuyện quỷ dị, chết chóc. Nhờ mối lương duyên sâu sắc, họ cùng nhau vượt qua hiểm ác, giữ lại được sự trong sạch cho bản thân.

## Phân vai
Phim được chia làm 3 phân đoạn: Trốn khỏi Đại Minh cung, Tuyệt mệnh ca vũ phường và Hồ tiên kỳ duyên. Bên cạnh tuyến nhân vật chính, mỗi phân đoạn sẽ xuất hiện những nhân vật khác nhau, tạo nên sự lôi cuốn của phim.

### Tuyến nhân vật chính
- Lý Tiểu Lộ vai Hạ Lan Tâm Nhi (賀蘭心兒), em gái nuôi của Vương Hoàng hậu, được bà cưu mang từ bé nên tình cảm sâu đậm. Nghe tin Hoàng hậu bị oan, cô vào cung với thân phận cung nữ ty thiện phòng, mục đích giúp Hoàng hậu trốn khỏi cung. Sự thông minh của cô được Võ hậu nhìn trúng, Võ hậu giữ cô bên cạnh làm trợ thủ đắc lực. Đại Đường cũng nhờ cô mà chấm dứt chiến tranh với Biên Tái Quốc.
  - Tưởng Y Y vai Sơ Vân Công chúa (初雲公主) của Biên Tái Quốc (tức Hạ Lan Tâm Nhi hồi nhỏ). Trên đường bị cống sang Trường An, Sơ Vân nhảy xuống vực sâu nên bị mất trí nhớ, lưu lạc dưới thân phận "Tâm Nhi" đến khi gặp Vương Hoàng hậu.
- Minh Đạo vai Minh Sùng Nghiễm (明崇俨), ý trung nhân của Vương Hoàng hậu, tinh thông ảo thuật nên bị đồn là pháp sư. Vào cung biểu diễn cho Lý Trị, vốn để gặp Hoàng hậu lần cuối. Anh góp phần quan trọng trong kế hoạch giải cứu của Tâm Nhi, nhưng Hoàng hậu lại chọn đi cùng con nuôi là Phế thái tử Lý Trung và rời bỏ anh. Được Ngọc Kỳ Lân quan tâm tương trợ, anh đáp lại tấm chân tình, xem cô là bến đỗ mới.
  - Vai Minh Sùng Nghĩa (明崇義), anh trai sinh đôi của Sùng Nghiễm, gián điệp Biên Tái Quốc. Giam cầm và giả mạo Sùng Nghiễm để vào cung làm nội gián. Cuối phim bị Bùi Thiếu Khanh giết trên đường hộ tống Tâm Nhi sang biên cương. Yêu Thần phi nhưng không được đáp lại nên căm ghét Lý Trị.
- Trương Đình vai Võ Mỵ Nương (武媚娘), Hoàng hậu thứ hai của Lý Trị. Nguyên là Tài nhân của Đường Thái Tông, cùng Lý Trị nảy sinh tình cảm. Lý Trị lên ngôi, bà được phong Chiêu nghi, Hoàng hậu rồi đến Thiên hậu. Dưới lớp vỏ quyền lực là trái tim mềm yếu, luôn hết lòng vì chồng con, song bị Lý Trị năm lần bảy lượt lợi dụng, lừa dối. Cuối phim, bà nhẫn nhịn mọi cay đắng để tiếp tục xây dựng thời kỳ thịnh thế của Đại Đường.
- Trịnh Quốc Lâm vai Đường Cao Tông Lý Trị (唐高宗李治), Hoàng đế thứ 3 của nhà Đường. Mưu mô vụ lợi, không tiếc hi sinh người bên cạnh để đạt mục đích. Ông giết Tiểu Công chúa - con gái Võ hậu để vu oan cho Vương Hoàng hậu, dẹp bỏ vây cánh Trưởng Tôn Vô Kị. Nhận ra sự túc trí đa mưu của Võ hậu, ông càng trở nên mặc cảm, xa lánh bà. Sủng ái Thần phi, ông bỏ rơi người vợ bên gối, khiến Võ hậu tổn thương sâu sắc. Bị Thần phi lợi dụng, ông thất vọng về bên Võ hậu, từ đó kề vai sát cánh, cùng nhau trị quốc.
- Hà Thịnh Minh vai Bùi Thiếu Khanh (裴少卿), ý trung nhân của Tâm Nhi, thị vệ trong cung. Để cứu Vương Hoàng hậu, Tâm Nhi hủy hôn với anh làm cung nữ. Cả hai luôn sát cánh, vượt qua muôn trùng khó khăn gian khổ. Tâm Nhi sang Biên Tái Quốc cầu hòa, sau đó cùng anh kết hôn và sống bên nhau trọn đời.
- Lữ Giai Dung vai Ngọc Kỳ Lân (玉麒麟), giả trai làm thị vệ trong cung, bị Sùng Nghiễm phát hiện. Công tư liêm chính, thẳng thắn bộc trực. Yêu Sùng Nghiễm, sẵn sàng giúp anh hộ tống Vương Hoàng hậu rời cung. Sau được Hoàng hậu gửi gắm người yêu cho mình.

### Trốn khỏi Đại Minh cung
- Châu Mục Nhân vai Vương Nghê Quân (王霓君), Hoàng hậu đầu tiên của Lý Trị. Thời Đường Thái Tông, bà hứa hôn với Sùng Nghiễm, bị cha ép gả cho Lý Trị. Lý Trị lên ngôi, bà được phong Hậu nhưng không con nên thất sủng. Bà bị oan giết Tiểu Công chúa, Lý Trung - con nuôi của bà căm ghét Võ hậu, dùng thuật yểm bùa khiến Lý Trị phế ngôi Thái tử và phán bà tội chết. Với Tâm Nhi, bà vừa là ân nhân, vừa là tỷ tỷ nên được cô tẩu thoát. Sùng Nghiễm và Ngọc Kỳ Lân rửa oan cho bà, Võ hậu đồng ý tha mạng, âm thầm bố trí cho bà và Lý Trung rời cung. Lý Trung không muốn Sùng Nghiễm chen vào cuộc sống hai mẹ con nên bắt bà chọn. Tình mẫu tử sâu đậm khiến bà lựa chọn con, bỏ lại cuộc tình dang dở của mình.
- Hùng Nãi Cẩn vai Ly Nhược (離若), cung nữ ty dược phòng, tỷ muội tốt của Tâm Nhi. Vào cung để có bổng lộc gửi gia đình người yêu là A Thất, vốn định 3 năm sau xuất cung thành thân. Nào ngờ anh bị cha mẹ ép lấy Thái Ngọc - con gái Huyện thái gia, em họ của Võ hậu. Để ngăn cản người yêu, cô trốn khỏi cung cùng Vương Hoàng hậu, đến nơi nghe tin anh vì từ hôn nên bị Thái Ngọc đâm chết. Cô quỳ trước cung kêu oan xin Võ hậu chủ trì công đạo.
- Trương Thần Quang vai Trưởng Tôn Vô Kỵ (長孫無忌), anh trai Trưởng Tôn Hoàng hậu, cậu của Lý Trị, đại thần trong triều. Luôn đối đầu Võ hậu, nghi bà ra tay giết con, không ngờ bị Lý Trị dàn cảnh vu oan. Nhờ Võ hậu, ông không chết mà chỉ bị đày ra biên cương, từ đó vô cùng cảm kích người cháu dâu này.
- Hà Ngạn Nghê vai Thượng Quan Vân Nhi (上官雲兒), cung nữ thân cận của Võ hậu. Ra vẻ trung thành, thực tế là nhân tình của Lý Trị, vì ông làm nhiều việc ác như sai nhũ nương giết Tiểu Công chúa, vu oan Vương Hoàng hậu, giết phu thê nhũ nương diệt khẩu,... Từng được hứa hẹn phong Hậu, cuối cùng bị Lý Trị giết để vu cáo Trưởng Tôn Vô Kỵ.
- Trần Cáp Ni vai Ngải Cẩm Liên (艾錦蓮), cung nữ ty trân phòng, tỷ muội tốt của Vân Nhi, được Võ hậu cất nhắc làm nhũ nương cho Tiểu Công chúa. Vân Nhi giả lệnh Võ hậu sai giết Tiểu Công chúa (thực ra là lệnh của Lý Trị), sau khi ra tay Cẩm Liên và chồng là Lưu Đại sống mai danh ẩn tích. Bị Sùng Nghiễm điều tra, Vân Nhi ám sát phu thê Cẩm Liên. Lưu Đại hi sinh, Cẩm Liên vào cung tố cáo Vân Nhi và Võ hậu, bị Vân Nhi hạ độc thủ.
- Lưu Giai Viện vai Nhạc Nô (樂奴), cung nữ. Bị sét đánh năm 9 tuổi nên đầu óc không bình thường. Vì mẹ từng cứu Võ hậu nên được lưu lại trong cung. Là người đầu tiên phát hiện âm mưu bỏ trốn của Tâm Nhi, toan tố cáo thì bị Linh Tố thủ tiêu tại chỗ.
- Vương Lệ Khôn vai Bách Hợp (百合), có tài ca múa, vũ điệu khiến nam nhân chết mê chết mệt. Vô tình bị vướng vào vụ án Tiểu Công chúa nên bị Sùng Nghiễm tiếp cận điều tra.
- Lý Sa vai Dương Gia Dung (楊嘉容), nữ sử, thường xuyên đối đầu với Tâm Nhi.
- Hà Trại Phi vai Lâm Tuyết Nghi (林雪儀), thượng cung cục, không được lòng Võ hậu, lo sợ vị trí thượng cung cục khó giữ nên sai Tâm Nhi quyến rũ Lý Trị, không ngờ mưu kế bất thành. Từng có tình cảm với Trưởng Tôn Vô Kỵ.
- Hồng Hân vai Miêu Phụng Nương (苗鳳娘), chưởng quản ty thiện phòng. Để được rời cung đoàn tụ cùng con gái, bà giúp Tâm Nhi chuẩn bị ngựa tốt và cao thủ võ công để thực hiện suôn sẻ kế hoạch xuất cung.
- Diệp Tư Miểu vai Kim Xảo Ngọc (金巧玉), chưởng quản ty kế phòng, phụ trách mua bán trong cung. Thường được các cung nữ trả công để mua đồ ngoài cung.
- Tịnh Trì Lệ vai Phương Linh Tố (方靈素), chưởng quản ty uyển phòng. Nhạc Nô vạch trần âm mưu bỏ trốn của Tâm Nhi, bị Linh Tố thủ tiêu để ép Tâm Nhi dắt mình theo. Trong lúc cùng Tâm Nhi và Vương Hoàng hậu bỏ trốn, cô bị thị vệ trong cung bắn chết.
- Đặng Sa vai Trưởng Tôn Sinh Đình (長孫娉婷), con gái Trưởng Tôn Vô Kỵ, trở thành vật hi sinh trong cuộc chiến của cha và hoàng thất Đại Đường.
- Miêu Lạc Y vai Ưng Thái Ngọc (應彩玉), con gái Huyện thái gia, em họ của Võ hậu. Say mê A Thất - người yêu của Ly Nhược. Bị cha mẹ ép hôn, A Thất một mực từ chối để chờ Ly Nhược. Trong cơn giận, Thái Ngọc đâm chết A Thất. Ly Nhược kêu oan trước cổng cung, bất đắc dĩ, Võ hậu xử tử Thái Ngọc, bị người nhà khiển trách.

### Tuyệt mệnh ca vũ phường
- Tào Hi Văn vai Tiêu Oản Oản (蕭綰綰), phi tần của Lý Trị. Nguyên là nội gián được cài vào Ngụy vương phủ làm thiếp để tìm bằng chứng tạo phản. Sau khi Ngụy vương Lý Thái bị lưu đày, Lý Trị sai người thủ tiêu bà. Để trả thù, bà giả thân phận để tham gia tuyển Phi. Vài năm sau sinh Hoàng tử Lý Tố Tiết, được tấn phong Thục phi. Vì muốn con làm Thái tử, bà quản giáo nghiêm ngặt, bắt cậu học ngày học đêm. Sau liên thủ Thái giám Nguyên Tu để ám sát Lý Trị, đưa Tố Tiết lên ngôi. Âm mưu vạch trần, bà bị giam vào lãnh cung, giả tự tử để tẩu thoát. Cuối phim bắt cóc Lý Trị, bị thị vệ giết trong lúc hộ giá.
- Trương Mông vai Huyền Ngư (玄魚), phi tần của Lý Trị. Nguyên là ca nữ, được sủng hạnh và phong làm Mỹ nhân. Bị Tiêu thục phi giật giây hạ độc Hoàng tử Lý Hoằng, con trai Võ hậu nên bị giam vào lao. Cuối cùng bị Hồng Tụ Ma ma lợi dụng làm con cờ thế thân.
- Đường Quốc Cường vai Đường Cao Tổ Lý Uyên (李淵), Hoàng đế sáng lập ra nhà Đường, tổ phụ của Lý Trị.
- Huỳnh Hải Băng vai Đường Thái Tông Lý Thế Dân (李世民), Hoàng đế thứ 2 của nhà Đường, phụ thân của Lý Trị.
- Quách Trân Nghê vai Trưởng Tôn hoàng hậu (后长聖皇), Hoàng hậu của Lý Thế Dân, mẫu thân Lý Trị. Về sau ông phát hiện mẹ mình là Minh Châu, không phải bà. Hai người vốn là tỷ muội tốt. Hoàng hậu mang thai, Minh Châu liền được Lý Thế Dân sủng hạnh. Sợ uy hiếp Hậu vị, Hoàng hậu giấu nhẹm thông tin, ép Minh Châu sinh xong rời cung. Vì sinh khó nên được Minh Châu đỡ đẻ, kết quả Hoàng tử (Nguyên Tu) vừa ra đời thì bị tráo.
- Bạch San vai Minh Châu (明珠), cung nữ, tỷ muội tốt của Trưởng Tôn Hoàng hậu. Được Lý Thế Dân sủng hạnh khiến Hoàng hậu ganh ghét, không cho danh phận. Bà sinh Lý Trị, Hoàng hậu cũng lâm bồn vài ngày sau. Cảm tạ ơn đỡ đẻ, Hoàng hậu ngỏ ý giúp bà làm Phi, nhưng bà một mực xin xuất cung xa rời thị phi. Trước khi đi, bà đánh tráo Lý Trị với Hoàng tử mà Trưởng Tôn thị sinh (Nguyên Tu). Vì vậy Lý Trị ở lại cung, Nguyên Tu phải theo bà ra ngoài.
- Mã Văn Long vai Nguyên Tu (元修), thái giám thân cận của Lý Trị. Nguyên là con ruột của Trưởng Tôn Hoàng hậu, bị Minh Châu đánh tráo rồi mang khỏi cung. Y được dạy dỗ làm thái giám, vốn để phò trợ Lý Trị. Sau nảy sinh dã tâm tạo phản, cấu kết Tiêu thục phi đưa Lý Tố Tiết lên ngôi, bị Lý Trị xử tử.
- Đồng Lệ Á vai Vũ Khuynh Thành (舞傾城), vũ nữ, xuất thân Ca vũ phường.

### Hồ tiên kỳ duyên
- Dương Mịch vai Thanh Loan (青鸾), phi tần của Lý Trị. Vốn là thường dân, vì cứu Lý Trị khỏi bầy sói nên được phong Thần phi. Rất được sủng ái khiến Võ hậu ghen tị. Thực ra, cô là nội gián Biên Tái Quốc, phải lòng tấm chân tình của Lý Trị nên quyết từ bỏ nhiệm vụ ra đi. Trong lúc rời đi, cô bị Lý Trị lật tẩy. Cả hai đấu đá quyết liệt khiến cô tử thương, trút hơi thở trong vòng tay và nước mắt của Lý Trị.
- Dương Thánh Văn vai Vương mỹ nhân (王美人), phi tần của Lý Trị. Huynh trưởng là bại tướng ở biên cương, đầu quân cho Biên Tái Quốc. Để giúp huynh trưởng, cô bất đắc dĩ làm nội gián. Bị Thần phi vạch mặt, kết quả bị Lý Trị ban chết.
- Cao Bội Bội vai Lý tài nhân (李才人), phi tần của Lý Trị, nội gián Biên Tái Quốc, được cử đến Trường An điều tra tung tích của Sơ Vân Công chúa (Tâm Nhi). Vài năm không có manh mối, tin chắc Lý Trị đã thủ tiêu Công chúa nên lập mưu ám sát. Âm mưu bất thành nên buộc tự vẫn.
- Cao Dương vai Ưng Thái Điệp (應彩蝶), con gái Huyện thái gia, em song sinh của Thái Ngọc. Vì là em họ của Võ hậu nên được phong Quận chúa. Thương thầm Lý Trị, nhưng được Thượng Quan Hạo để ý. Về sau bị Sùng Nghĩa lợi dụng để bắt Thượng Quan Hạo, chết rất thảm thương.
- Cao Hạo vai Thượng Quan Hạo (上官浩), thị vệ trong cung, được Thái Điệp để mắt. Không yêu Thái Điệp nhưng lợi dụng cô để thăng tiến. Có quan hệ mật thiết với Nha Nhi, cung nữ bên cạnh Võ hậu. Cuối cùng bị Sùng Nghĩa sát hại.
- Thành Nghị vai Phùng Tiểu Bảo (馮小寶), tướng quân, em họ Thiếu Khanh, có tình cảm với Thái Điệp. Bị Tâm Nhi nghi giết Thái Điệp, anh tự vẫn để che đậy chuyện Thái Điệp tương tư Lý Trị.

### Các nhân vật khác
- La Tấn vai Cát Đại Bằng
- Hà Hiển Đạt vai Lạc Tân Vương
- Nhậm Học Hải vai Vương Phụ
- Đổng Tuệ vai Viên Xuân Vũ
- Đặng Tế Bân vai Tây Đột Quyết Khả hãn
- Từ Kỳ Phong vai Thẩm Đại Quốc